# Corti Benedettine del Padovano
Die Corti Benedettine del Padovano (dt. Benediktinerhöfe von Padua) sind ein Weinbaugebiet in der Metropolitanstadt Venedig, Italien. Das südwestlich von Venedig gelegene Hügelgebiet genießt seit dem 21. Juni 2004 den Status einer Denominazione di origine controllata (kurz DOC). Die letzte Aktualisierung wurde am 7. März 2014 veröffentlicht.

## Anbaugebiet
Der Anbau und die Vinifikation dürfen in der Provinz Padua in folgenden Gesamtgemeinden durchgeführt werden: Agna, Anguillara Veneta, Arre, Arzergrande, Bagnoli di Sopra, Bovolenta, Brugine, Candiana, Cartura, Casalserugo, Conselve, Due Carrare, Legnaro, Maserà di Padova, Pernumia, Piove di Sacco, Polverara, Ponte San Nicolò, Pontelongo, Sant’Angelo di Piove di Sacco, San Pietro Viminario, Terrassa Padovana und Tribano; weiterhin gehören Teile der folgenden Gemeinden zum Anbaugebiet: Albignasego, Battaglia Terme, Codevigo, Correzzola, Monselice und Pozzonovo sowie in Teilen der Gemeinden von Cona und Cavarzere (beide in der Metropolitanstadt Venedig gelegen).

## Erzeugung
Folgende Weintypen werden innerhalb dieser Appellation erzeugt:
Verschnittweine (Cuvées)
- Corti Benedettine del Padovano Bianco (auch als Spumante): muss zu mindestens 50 % aus der Rebsorte Tocai Friulano bestehen. Höchstens 50 % andere weiße Rebsorten dürfen (einzeln oder gemeinsam) zugesetzt werden.
- Corti Benedettine del Padovano Rosso (auch als „Rosé“ oder „Novello“): muss zu 60–70 % aus der Rebsorte Merlot und höchstens 10 % Raboso Piave und/oder Raboso Veronese bestehen. Höchstens 30 % andere rote Rebsorten dürfen (einzeln oder gemeinsam) zugesetzt werden.
- Corti Benedettine del Padovano Passito: muss zu mindestens 70 % aus der Rebsorte Moscato Giallo bestehen. Höchstens 30 % andere weiße Rebsorten dürfen (einzeln oder gemeinsam) zugesetzt werden.

Fast sortenreine Weine
- Corti Benedettine del Padovano Moscato Spumante (oder einfach Corti Benedettine del Padovano Spumante) aus mindestens 95 % Moscato Bianco. Höchstens 5 % andere analoge Rebsorten, die für den Anbau in der Provinz Padua zugelassen sind, dürfen zugesetzt werden.
  - Folgende Weine müssen zu mindestens 85 % die genannte Rebsorte enthalten. Höchstens 15 % andere analoge Rebsorten, die für den Anbau in der Provinz Padua zugelassen sind, dürfen zugesetzt werden.
- Corti Benedettine del Padovano Tai (aus der Rebsorte Tocai Friulano)
- Corti Benedettine del Padovano Sauvignon
- Corti Benedettine del Padovano Chardonnay – auch als Frizzante und Spumante.
- Corti Benedettine del Padovano Pinot Grigio
- Corti Benedettine del Padovano Pinot bianco
- Corti Benedettine del Padovano Merlot
- Corti Benedettine del Padovano Cabernet, kann aus den Rebsorten Cabernet Franc, Cabernet Sauvignon und/oder Carmenère (einzeln oder gemeinsam) bestehen. Auch als „Riserva“.
- Corti Benedettine del Padovano Refosco dal Peduncolo Rosso. Auch als „Riserva“.
- Corti Benedettine del Padovano Raboso, kann aus den Rebsorten Raboso Piave und/oder Raboso Veronese (einzeln oder gemeinsam) bestehen. Auch als „Riserva“ und „Passito“.